# Srí Lanka az olimpiai játékokon
Srí Lanka először 1948-ban vett részt az olimpiai játékokon, és azóta minden nyári sportünnepen volt küldöttségük, kivéve az 1976-os játékokat. Srí Lanka egyszer sem volt jelen téli olimpiai játékokon.
Srí Lanka sportolói összesen két olimpiai érmet szereztek, mindkettőt atlétikában.
A Srí Lanka-i Nemzeti Olimpiai Bizottság 1937-ben alakult meg és a NOB még abban az évben el is ismerte. Az országot Ceylon néven (NOB országkódja: CEY) jegyezték az olimpiákon egészen 1972-ig.

## Érmesek
| Érem  | Név                      | Olimpia      | Sport    | Versenyszám                                                           |
| ----- | ------------------------ | ------------ | -------- | --------------------------------------------------------------------- |
| Ezüst | Duncan White             | 1948. London | Atlétika | Férfi 400 m gát                                                       |
| Ezüst | Csucsandika Dzsajaszinha | 2000. Sydney | Atlétika | Női 200 m Marion Jones diszkvalifikálása és aranyának elvétele miatt. |

## Éremtáblázatok

### Érmek a nyári olimpiai játékokon
| Olimpia              | Arany          | Ezüst          | Bronz          | Összesen       |
| 1948, London         | 0              | 1              | 0              | 1              |
| 1952, Helsinki       | 0              | 0              | 0              | 0              |
| 1956, Melbourne      | 0              | 0              | 0              | 0              |
| 1960, Róma           | 0              | 0              | 0              | 0              |
| 1964, Tokió          | 0              | 0              | 0              | 0              |
| 1968, Mexikóváros    | 0              | 0              | 0              | 0              |
| 1972, München        | 0              | 0              | 0              | 0              |
| 1976, Montréal       | nem vett részt | nem vett részt | nem vett részt | nem vett részt |
| 1980, Moszkva        | 0              | 0              | 0              | 0              |
| 1984, Los Angeles    | 0              | 0              | 0              | 0              |
| 1988, Szöul          | 0              | 0              | 0              | 0              |
| 1992, Barcelona      | 0              | 0              | 0              | 0              |
| 1996, Atlanta        | 0              | 0              | 0              | 0              |
| 2000, Sydney         | 0              | 1              | 0              | 1              |
| 2004, Athén          | 0              | 0              | 0              | 0              |
| 2008, Peking         | 0              | 0              | 0              | 0              |
| 2012, London         | 0              | 0              | 0              | 0              |
| 2016, Rio de Janeiro | 0              | 0              | 0              | 0              |
| 2020, Tokió          | 0              | 0              | 0              | 0              |
| 2024, Párizs         | 0              | 0              | 0              | 0              |
| Összesen             | 0              | 2              | 0              | 2              |

## Érmek sportáganként

### Érmek a nyári olimpiai játékokon sportáganként
| Srí Lanka érmei a nyári olimpiai játékokon sportáganként | Srí Lanka érmei a nyári olimpiai játékokon sportáganként | Srí Lanka érmei a nyári olimpiai játékokon sportáganként | Srí Lanka érmei a nyári olimpiai játékokon sportáganként | Az olimpiai zászlaja |

| Sportág  | Arany | Ezüst | Bronz | Összesen |
| -------- | ----- | ----- | ----- | -------- |
| Atlétika | 0     | 2     | 0     | 2        |
| Összesen | 0     | 2     | 0     | 2        |